# ピエール・ジメルマン

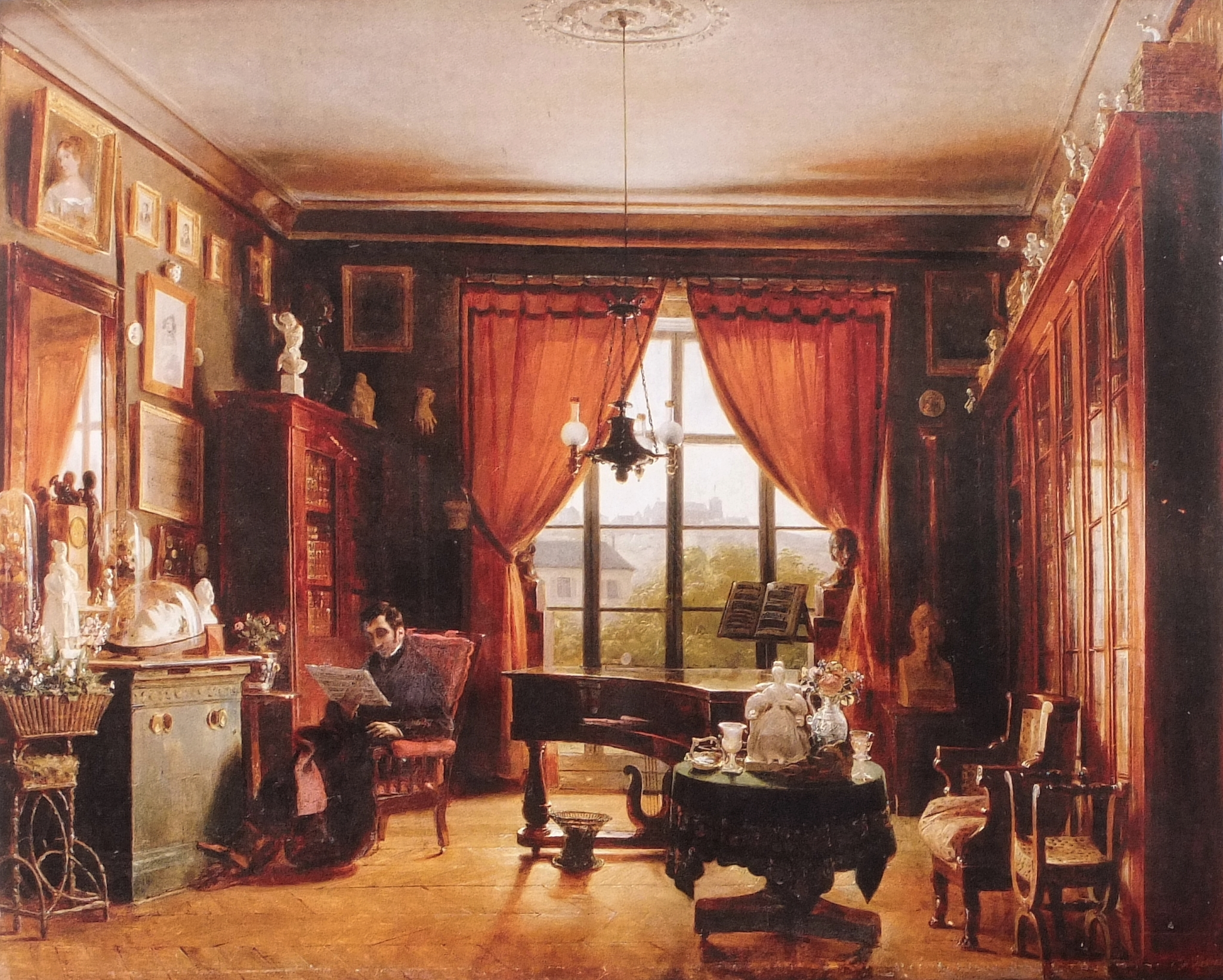
パリ９区オルレアン広場のアパルトマン。もともとパリ音楽院校長フランソワ・オーペールの持ち家だった。同広場にはショパンも暮らしていた

ピエール＝ジョゼフ＝ギヨーム・ジメルマン（Pierre-Joseph-Guillaume Zimmermann, 1785年3月17日 - 1853年10月29日）は、フランスのピアニスト、作曲家、音楽教師。ピエール・ジメルマンやジョゼフ・ジメルマンなどの呼称で知られる。

## 生涯
ジメルマンはパリで、ピアノ製造者の息子として生まれた。彼は1798年からパリ音楽院に通い、フランソワ＝アドリアン・ボイエルデューの下でピアノを学んだ。ジメルマンは在学中の1800年にピアノの1等賞、1802年には和声学でも1等賞を獲得している。彼はその後、ルイジ・ケルビーニの下でさらに研鑽を積む。ジメルマンは1811年に音楽院でピアノの助手、1816年には常勤の教授に任用され、これを1848年まで務めた。一方で、1821年に対位法とフーガの教授としての声がかかった際には辞退している。彼の門下生にはシャルル・グノー、ジョルジュ・ビゼー、セザール・フランク、シャルル＝ヴァランタン・アルカン、アンブロワーズ・トマ、ルイ・ラコンブ、アレクサンドル・ゴリア、ルイ・ルフェビュール＝ヴェリーらがいる。グノーはしばしば助手としてジメルマンを補佐した。
ジメルマンは2曲のオペラ『L'enlèvement』（オペラ＝コミック、1830年）と『Nausicaa』（上演されず）を作曲した。また、2曲のピアノ協奏曲、1曲のピアノソナタ、多数のピアノ曲を書いている。彼の最大の遺産は『ピアニストの百科事典 Encyclopédie du pianiste』と目される。これはピアノ奏法が完全に網羅され、和声と対位法の論文も付されたものとなっている。
ジメルマンはパリに没し、16区のオートゥイユ墓地に埋葬された。